# Charlemagne Orchestra
Le Charlemagne Orchestra est un orchestre de chambre belge.

## Historique
Créé en 1996, le Charlemagne Orchestra donne chaque saison un cycle de six concerts au Conservatoire royal de Bruxelles. Il est dirigé par son fondateur et directeur artistique, Bartholomeus-Henri Van de Velde.
L'orchestre est basé à Bruxelles. Son objectif est d'offrir au public un répertoire original, un accès à des pièces intéressantes et moins connues des périodes classique, romantique et contemporaine.